# Represa de Ponte Nova
La Represa de Ponte Nova es una central hidroeléctrica localizada en el estado de São Paulo, Brasil, cerca de la ciudad de  Biritiba Mirim, embalsando las aguas del río Tieté.
La central está ubicada cerca de las nacientes del río Tieté y parte de las aguas de su embalse son trasvasadas por un canal hacia el río Itapanhaú, que desemboca en el océano Atlántico, cerca de la ciudad de Bertioga.